# Aruba nos Jogos Pan-Americanos de 2023
Aruba competiu nos Jogos Pan-Americanos de 2023 em Santiago, no Chile, de 20 de outubro a 5 de novembro de 2023. Foi a 10.ª aparição do país insular nos Jogos Pan-Americanos, tendo participado de todas as edições desde 1987.

## Competidores
Abaixo está a lista do número de competidores (por gênero) participando dos jogos por esporte/disciplina.
| Esporte              | Masculino | Feminino | Total |
| -------------------- | --------- | -------- | ----- |
| Boliche              | 0         | 2        | 2     |
| Caratê               | 1         | 0        | 1     |
| Ciclismo             | 0         | 2        | 2     |
| Levantamento de peso | 0         | 1        | 1     |
| Natação artística    | —         | 9        | 9     |
| Vela                 | 2         | 0        | 2     |
| Total                | 3         | 14       | 17    |

## Boliche
Aruba classificou uma equipe de duas mulheres durante os Jogos Sul-Americanos de 2022, realizados em Assunção, Paraguai.  
| Atleta                          | Evento              | Classificação / Final | Classificação / Final | Classificação / Final | Classificação / Final | Classificação / Final | Classificação / Final | Classificação / Final | Classificação / Final | Classificação / Final | Classificação / Final | Classificação / Final | Classificação / Final | Classificação / Final | Classificação / Final | Classificação / Final | Classificação / Final | Eliminatórias | Eliminatórias | Eliminatórias | Eliminatórias | Eliminatórias | Eliminatórias | Eliminatórias | Eliminatórias | Eliminatórias | Eliminatórias | Eliminatórias | Semifinal            | Final / MB           | Final / MB |
| Atleta                          | Evento              | Bloco 1               | Bloco 1               | Bloco 1               | Bloco 1               | Bloco 1               | Bloco 1               | Bloco 1               | Bloco 2               | Bloco 2               | Bloco 2               | Bloco 2               | Bloco 2               | Bloco 2               | Bloco 2               | Total                 | Posição               | Eliminatórias | Eliminatórias | Eliminatórias | Eliminatórias | Eliminatórias | Eliminatórias | Eliminatórias | Eliminatórias | Eliminatórias | Eliminatórias | Eliminatórias | Semifinal            | Final / MB           | Final / MB |
| Atleta                          | Evento              | 1                     | 2                     | 3                     | 4                     | 5                     | 6                     | Total                 | 7                     | 8                     | 9                     | 10                    | 11                    | 12                    | Total                 | Total                 | Posição               | 1             | 2             | 3             | 4             | 5             | 6             | 7             | 8             | Total         | Grande total  | Posição       | Adversário Resultado | Adversário Resultado | Posição    |
| ------------------------------- | ------------------- | --------------------- | --------------------- | --------------------- | --------------------- | --------------------- | --------------------- | --------------------- | --------------------- | --------------------- | --------------------- | --------------------- | --------------------- | --------------------- | --------------------- | --------------------- | --------------------- | ------------- | ------------- | ------------- | ------------- | ------------- | ------------- | ------------- | ------------- | ------------- | ------------- | ------------- | -------------------- | -------------------- | ---------- |
| Abigail Dammers                 | Individual feminino |                       |                       |                       |                       |                       |                       |                       |                       |                       |                       |                       |                       |                       |                       |                       |                       |               |               |               |               |               |               |               |               |               |               |               |                      |                      |            |
| Kamilah Dammers                 | Individual feminino |                       |                       |                       |                       |                       |                       |                       |                       |                       |                       |                       |                       |                       |                       |                       |                       |               |               |               |               |               |               |               |               |               |               |               |                      |                      |            |
| Abigail Dammers Kamilah Dammers | Duplas femininas    |                       |                       |                       |                       |                       |                       |                       |                       |                       |                       |                       |                       |                       |                       |                       |                       | —             | —             | —             | —             | —             | —             | —             | —             | —             | —             | —             | —                    | —                    | —          |

## Caratê
Aruba classificou um carateca no Campeonato Pan-Americano de 2023.
Kumite
| Atleta         | Evento           | Fase de grupos        | Fase de grupos       | Fase de grupos       | Fase de grupos | Semifinal            | Final                | Final   |
| Atleta         | Evento           | Adversário Resultado  | Adversário Resultado | Adversário Resultado | Posição        | Adversário Resultado | Adversário Resultado | Posição |
| -------------- | ---------------- | --------------------- | -------------------- | -------------------- | -------------- | -------------------- | -------------------- | ------- |
| Rob Timmermans | +84 kg masculino | Giovani Salgado V 2–1 | Diego Lenis V 2–0    | Melvin Oporta V 3–1  | 1° Q           | Lucas Fernandes      |                      |         |

## Ciclismo
Aruba qualificou 2 ciclistas (2 mulheres). 

### BMX
Aruba qualificou duas ciclistas femininas na corrida de BMX através do Ranking Mundial da UCI.
Corrida
| Atleta | Evento   | Fase de ranqueamento | Fase de ranqueamento | Quartas-de-final | Quartas-de-final | Semifinal | Semifinal | Final | Final   |
| Atleta | Evento   | Tempo                | Posição              | Pontos           | Posição          | Tempo     | Posição   | Tempo | Posição |
| ------ | -------- | -------------------- | -------------------- | ---------------- | ---------------- | --------- | --------- | ----- | ------- |
|        | Feminino |                      |                      |                  |                  |           |           |       |         |
|        |          |                      |                      |                  |                  |           |           |       |         |

## Levantamento de peso
Aruba classificou uma halterofilista feminina.
| Atleta | Evento | Arranco   | Arranco | Arremesso | Arremesso | Total | Posição |
| Atleta | Evento | Resultado | Posição | Resultado | Posição   | Total | Posição |
| ------ | ------ | --------- | ------- | --------- | --------- | ----- | ------- |
|        |        |           |         |           |           |       |         |

## Natação artística
Aruba qualificou uma equipe completa de nove nadadoras artísticas após terminar em quarto nos Jogos Centro-Americanos e do Caribe de 2023.
| Atleta                         | Evento | Rotina técnica | Rotina técnica | Rotina livre (Final) | Rotina livre (Final) | Rotina livre (Final) | Rotina livre (Final) |
| Atleta                         | Evento | Pontos         | Posição        | Pontos               | Posição              | Pontos totais        | Posição              |
| ------------------------------ | ------ | -------------- | -------------- | -------------------- | -------------------- | -------------------- | -------------------- |
| Kyra Hoevertsz Mikayla Morales | Dueto  | DNS            | 12             | Não avançou          | Não avançou          | Não avançou          | Não avançou          |

## Vela
Aruba qualificou 2 barcos para um total de 2 velejadores.
Masculino
| Atleta                | Evento | Regata | Regata | Regata | Regata | Regata | Regata | Regata | Regata | Regata | Regata | Regata | Regata | Regata | Total  | Total   |
| Atleta                | Evento | 1      | 2      | 3      | 4      | 5      | 6      | 7      | 8      | 9      | 10     | 11     | 12     | M      | Pontos | Posição |
| --------------------- | ------ | ------ | ------ | ------ | ------ | ------ | ------ | ------ | ------ | ------ | ------ | ------ | ------ | ------ | ------ | ------- |
| Ethan Westera         | IQFoil |        |        |        |        |        |        |        |        |        |        |        |        |        |        |         |
| Philipine van Aanholt | Laser  |        |        |        |        |        |        |        |        |        |        | —      | —      |        |        |         |